# Горас Ліндрум
Го́рас Лі́ндрум (англ. Horace Lindrum, нар.15 січня 1912 — †20 червня 1974) — австралійський професіональний гравець в снукер та карамболь.
Горас Ліндрум став професіоналом у 1931 році. Тричі грав у фіналах чемпіонату світу (1936, 1937 та 1946), але весь час незмінно поступався Джо Девісу. У 1952 Горацій переміг на світовій першості, організованій BA & CC. У першому і єдиному матчі австралієць обіграв Кларка Макконекі з рахунком 94:49. Однак, попри те, що перемога залишилася за ним і його ім'я було вигравірувано на кубку чемпіона, цей результат досі багатьма не визнається дійсним через великі розбіжності між гравцями і організацією більярду в той час. Також Ліндрум у 1963 році виграв Australian Open.
Племінник Ліндрума, Волтер Ліндрум, був чемпіоном світу з англійського більярду.
Пішов з професіоналів Ліндрум у 1957, у віці 45 років, а помер у 1974 році.